# Dalni (Gulkévichi, Krasnodar)
Dalni (del ruso: Дальний) es un posiólok del raión de Gulkévichi del krai de Krasnodar, en el sur de Rusia. Está situado 15 km al oeste de Gulkévichi y 135 km al este de Krasnodar, la capital del krai. Tenía 238 habitantes en 2010.
Pertenece al municipio Kubán.